# Сиреневый альдегид
Сиреневый альдегид — бесцветные кристаллы, хорошо растворимые в хлороформе, этаноле и уксусной кислоте, плохо растворим в воде. Является, наряду с ванилином, продуктом окислительной деградации лигнина покрытосеменных, в небольших количествах содержится в спиртных напитках, выдержанных в дубовых бочках, обуславливая, вместе с ванилином, формирование ванильных нот в их букете.
Сиреневый альдегид может быть синтезирован из ванилина через 5-иодванилин с дальнейшим замещением иода на метоксигруппу либо формилированием по Даффу 1,3-диметилового эфира пирогаллола:

## Сиреневый альдегид как агонист рецептора ГПП-1
Обнаружено что сиреневый альдегид оказывает антигипергликемический эффект у крыс с диабетом путём усиления утилизации глюкозы и улучшения чувствительности к инсулину. Оказалось что сиреневый альдегид может увеличивать секрецию инсулина, активируя рецептор Глюкагоноподобного пептида-1 (ГПП-1).